# Tranvía de Fort Collins
El Ferrocarril Municipal de Fort Collins  o Fort Collins Municipal Railway es un sistema de tranvía histórico ubicado en Fort Collins, Colorado. Inaugurado 1919 y en operación hasta 1951, el Tranvía de Fort Collins fue reabierto en 1984 en una de las vías antiguas y actualmente cuenta con 1 línea con servicio temporal.